# Episodi di City on a Hill (prima stagione)
La prima stagione della serie televisiva City on a Hill, composta da dieci episodi, è stata trasmessa in prima visione assoluta negli Stati Uniti d'America dal canale via cavo Showtime dal 16 giugno al 18 agosto 2019.
In Italia, la stagione è andata in onda in prima visione sul canale satellitare Sky Atlantic dal 3 settembre al 1º ottobre 2019.
| nº | Titolo originale                                   | Titolo italiano                                             | Prima TV USA   | Prima TV Italia   |
| -- | -------------------------------------------------- | ----------------------------------------------------------- | -------------- | ----------------- |
| 1  | The Night Flynn Sent the Cops on the Ice           | La notte che Flynn mandò i poliziotti sul ghiaccio          | 16 giugno 2019 | 3 settembre 2019  |
| 2  | What They Saw in Southie High                      | Quello che videro a Southie High                            | 23 giugno 2019 | 3 settembre 2019  |
| 3  | If Only the Fool Would Persist in His Folly        | Se lo stolto persistesse nella sua stoltezza                | 30 giugno 2019 | 10 settembre 2019 |
| 4  | The Wickedness of the Wicked Shall Be Upon Himself | L'empietà dell'empio sarà sull'empio                        | 7 luglio 2019  | 10 settembre 2019 |
| 5  | From Injustice Came the Way to Describe Justice    | L'ingiustizia ci ha dato il modo di descrivere la giustizia | 14 luglio 2019 | 17 settembre 2019 |
| 6  | It's Hard to Be a Saint in the City                | È dura essere un santo in città                             | 21 luglio 2019 | 17 settembre 2019 |
| 7  | There Are No Fucking Sides                         | Nè da una parte nè dall'altra                               | 28 luglio 2019 | 24 settembre 2019 |
| 8  | High on the Looming Gallows Tree                   | In alto sul triste patibolo                                 | 4 agosto 2019  | 24 settembre 2019 |
| 9  | The Deaf Sage of Pompeii                           | Il savio sordo di Pompei                                    | 11 agosto 2019 | 1º ottobre 2019   |
| 10 | Mayor Curley and the Last Hurrah                   | Il sindaco Curley e l'ultimo urrà                           | 18 agosto 2019 | 1º ottobre 2019   |